# 杏脯

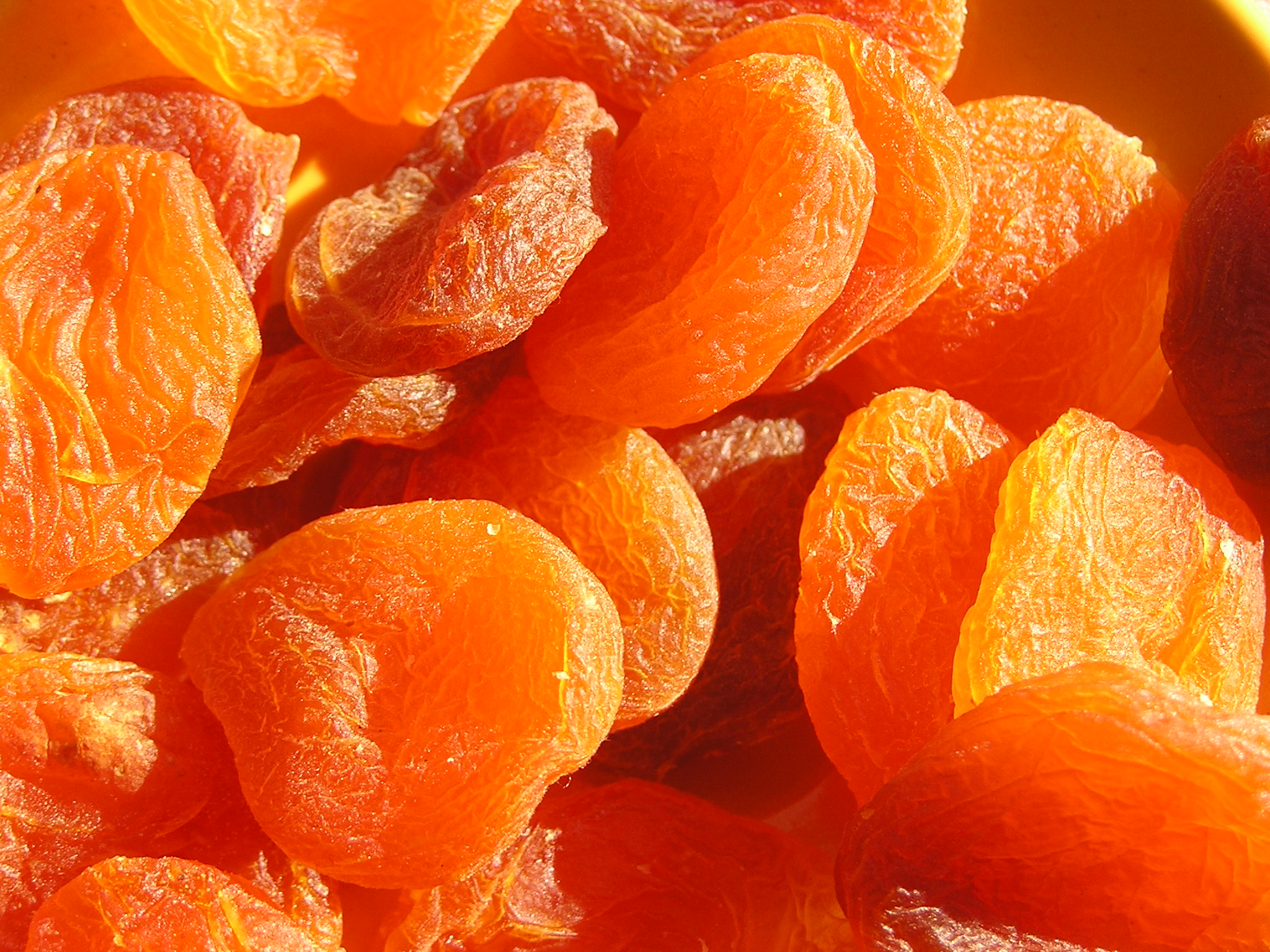
杏脯

杏脯是由杏组果實製成的果乾。杏组果實用二氧化硫处理后，颜色會變成橙色。 一般来说，颜色越浅，那它的二氧化硫含量越高。杏脯是丝绸之路上的重要商品。由于杏脯保质期长，所以杏脯可以長途運輸。 20世纪之前，杏脯是奥斯曼帝国、伊朗和俄罗斯帝国等國常見的果乾。